# Mirjam von Arx
Mirjam von Arx (* 1966 in Weinfelden) ist eine Schweizer Film- und Fernsehregisseurin und Filmproduzentin.

## Leben
Nach ihrer Ausbildung an der Ringier-Journalistenschule arbeitete von Arx als Redakteurin und Freelancerin für diverse deutschsprachige Magazine. Als freischaffende Journalistin arbeitete sie u. a. von 1991 bis 1994 in New York. 1991 produzierte sie mit Polo Hofer das Roadmovie Bluesiana. Neben regelmäßigen Beiträgen im Schweizer Fernsehen realisierte sie Kurzdokumentarfilme für Sat.1.
2001 begann sie mit den Dreharbeiten für den Dokumentarfilm Building the Gherkin über den Bau des Gebäudes 30 St Mary Axe von Norman Foster in London. Der Film erschien schließlich im Jahr 2005. Er wurde 2006 u. a. bei den 6. Architekturfilmtagen in München im Filmmuseum München gezeigt. Ebenso lief er 2006 beim DOKU.ARTS-Festival in Berlin und bei der 3. Architekturwoche A3 Regensburg in Regensburg.
2002 gründete sie die Produktionsfirma ican films gmbh. 2006/2007 produzierte sie für Thomas Haemmerli den Dokumentarfilm Sieben Mulden und eine Leiche, der 2007 in die Kinos kam. Der Film wurde u. a. im August 2007 beim 60. Filmfestival Locarno und im Januar 2008 bei den Solothurner Filmtagen gezeigt. 2009 produzierte sie Seed Warriors, einen Dokumentarfilm über den Saatgut-Tresor in Norwegen, mit dem Wissenschaftler die globale Biodiversität langfristig sichern wollen. Im Juni 2012 ist ihr Film Virgin Tales in die Kinos gekommen, der die Familie eines Funktionärs der US-Evangelikalen porträtiert.
2014 erschien der Film Freifall – eine Liebesgeschichte, der den Tod des damaligen Freundes, der beim Base-Jumping ums Leben kam, als Ausgangspunkt hat.

## Auszeichnungen
- Award auf dem Festival International du Film sur l’Art in Montréal 2006 für Building the Gherkin[10]
- Der Film Sieben Mulden und eine Leiche gewann im Jahr 2007 den Zürcher Filmpreis.[11]
- Publikumspreis der Duisburger Filmwoche (Sieben Mulden und eine Leiche)[12]
- 2008 eine Nominierung beim Schweizer Filmpreis für Sieben Mulden und eine Leiche[13]